# NGC 7400
NGC 7400 is een spiraalvormig sterrenstelsel in het sterrenbeeld Kraanvogel. Het hemelobject werd op 6 september 1834 ontdekt door de Britse astronoom John Herschel.

## Synoniemen
- ESO 290-22
- AM 2251-453
- IRAS22514-4536
- PGC 69967